# 西豊田村
西豊田村（にしとよだむら）は茨城県結城郡に属していた村。

## 地理
現在の八千代町の東部に位置する。
- 河川 ： 鬼怒川

## 歴史

### 村名の由来
豊田郡の西部に属したことから。

### 村域の変遷
- 1889年（明治22年）4月1日 - 町村制施行により、仁江戸村、粟野村、片角村、粟野新田、苅橋村、大山村、太田村、若村、沼森村、貝谷村、川尻村、今里村、本郷村が合併して豊田郡西豊田村が発足。
- 1896年（明治29年）4月1日 - 豊田郡が結城郡に統合されたため、所属郡が結城郡に変更。
- 1955年（昭和30年）1月1日 - 西豊田村は結城郡中結城村、下結城村、安静村、真壁郡川西村と合併し八千代村が発足。同日西豊田村廃止。

変遷表
| 1868年 以前 | 1868年 以前 | 1868年 以前 | 明治15年 | 明治22年 4月1日 | 明治29年 4月1日 | 明治29年 4月1日 | 昭和30年 1月1日 | 昭和47年 2月1日 | 現在     |
| ----------- | ----------- | ----------- | -------- | --------------- | --------------- | --------------- | --------------- | --------------- | -------- |
| 豊田郡      |             | 川尻村      | 川尻村   | 西豊田村        | 結城郡 に編入   | 西豊田村        | 八千代村        | 町制            | 八千代町 |
| 豊田郡      | 沼森村      |             |          | 西豊田村        | 結城郡 に編入   | 西豊田村        | 八千代村        | 町制            | 八千代町 |
| 豊田郡      | 今里村      |             |          | 西豊田村        | 結城郡 に編入   | 西豊田村        | 八千代村        | 町制            | 八千代町 |
| 豊田郡      | 本郷村      |             |          | 西豊田村        | 結城郡 に編入   | 西豊田村        | 八千代村        | 町制            | 八千代町 |
| 豊田郡      | 片角村      |             |          | 西豊田村        | 結城郡 に編入   | 西豊田村        | 八千代村        | 町制            | 八千代町 |
| 豊田郡      | 貝谷村      |             |          | 西豊田村        | 結城郡 に編入   | 西豊田村        | 八千代村        | 町制            | 八千代町 |
| 豊田郡      |             | 大山新田    | 大山村   | 西豊田村        | 結城郡 に編入   | 西豊田村        | 八千代村        | 町制            | 八千代町 |
| 豊田郡      | 太田村      |             |          | 西豊田村        | 結城郡 に編入   | 西豊田村        | 八千代村        | 町制            | 八千代町 |
| 豊田郡      | 粟野村      |             |          | 西豊田村        | 結城郡 に編入   | 西豊田村        | 八千代村        | 町制            | 八千代町 |
| 豊田郡      | 粟野新田    |             |          | 西豊田村        | 結城郡 に編入   | 西豊田村        | 八千代村        | 町制            | 八千代町 |
| 豊田郡      | 仁江戸村    |             |          | 西豊田村        | 結城郡 に編入   | 西豊田村        | 八千代村        | 町制            | 八千代町 |
| 豊田郡      | 苅橋村      |             |          | 西豊田村        | 結城郡 に編入   | 西豊田村        | 八千代村        | 町制            | 八千代町 |
| 豊田郡      | 若村        |             |          | 西豊田村        | 結城郡 に編入   | 西豊田村        | 八千代村        | 町制            | 八千代町 |

## 大字
- 川尻（かわじり）
- 沼森（ぬまもり）
- 今里（いまざと）
- 本郷（ほんごう）
- 片角（かたかく）
- 貝谷（かいや）
- 大山（おおやま）
- 太田（おおた）
- 粟野（あわの）
- 粟野新田（あわのしんでん）
- 仁江戸（にえど）
- 苅橋（かりはし）
- 若（わか）

## 人口・世帯

### 人口
総数 [単位： 人]
| 1891年（明治 24年） | 3,720 |
| 1920年（大正 9年）  | 4,758 |
| 1935年（昭和10年）  | 5,241 |
| 1950年（昭和25年）  | 6,639 |

### 世帯
総数 [単位： 世帯]
| 1920年（大正 9年） | 844   |
| 1935年（昭和10年） | 883   |
| 1950年（昭和25年） | 1,079 |

## 交通

### 道路
- 二級国道
  - 国道125号